# 압둘 말릭 아부

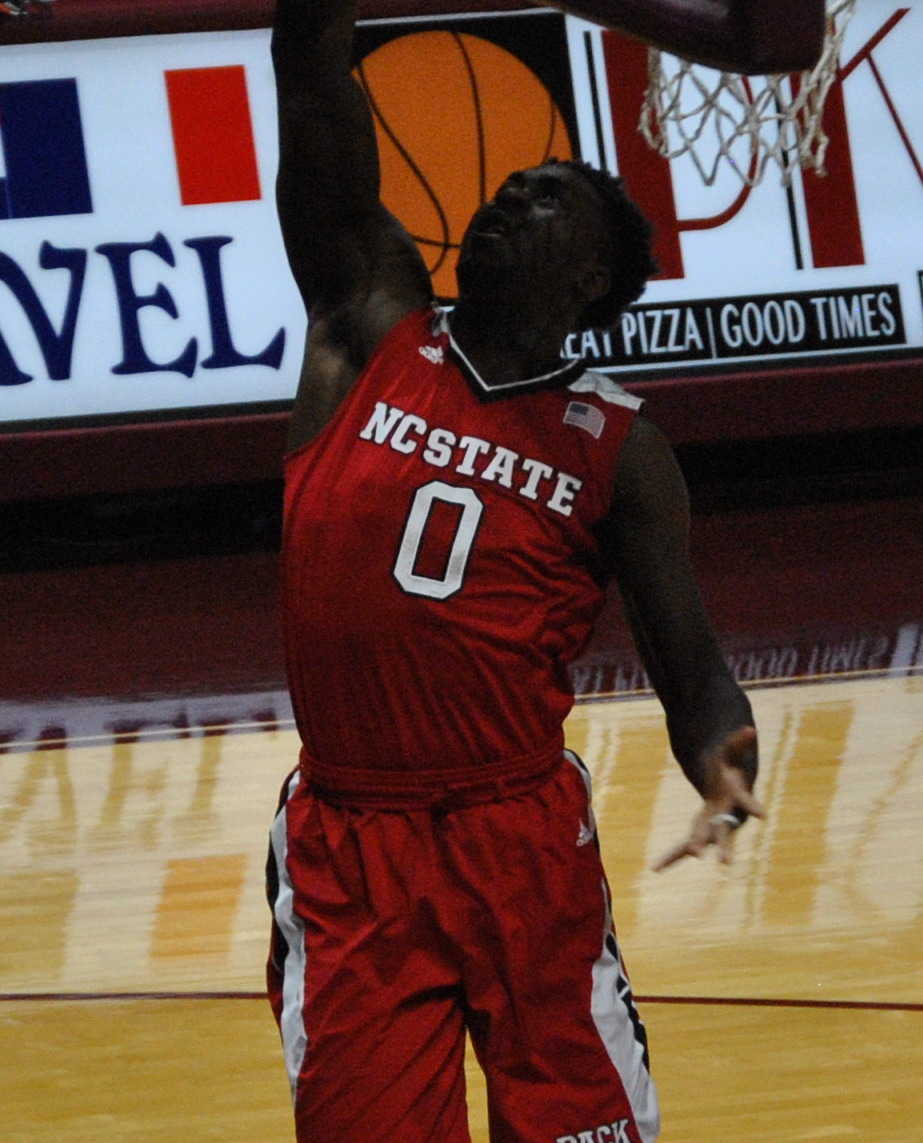

압둘 말릭 아부(Abdul-Malik Abu, 1995년 9월 16일 ~ )는 LEB 오로의 푸엔라브라다 소속 미국 프로 농구 선수이다.

## 프로 경력
2018년 9월, 아부는 크로아티아 리그의 브리예드노스니체 오시예크 및 알페 아드리아 컵과 계약했다.
2019년 8월, 아부는 포르투갈 리그의 팀인 스포르팅 CP와 계약했다. 경기당 평균 13득점과 7리바운드를 기록했다.
2020년 10월 1일 아부는 터키 농구슈퍼리그(Basketbol Süper Ligi)의 록만 헤킴 페티예 벨레디예스포르(Lokman Hekim Fethiye Belediyespor)와 계약했다.
2021~22시즌 한국프로농구 창원 LG 세이커스에서 개막해 경기당 평균 5.1득점, 3.1리바운드를 기록했다. 2022년 2월 16일 아부는 농구 분데스리가의 올리버 뷔르츠부르크와 계약했다.
2022년 7월 3일, 이스라엘 프리미어리그의 하포엘 갈릴 엘리온과 계약을 맺었다.